# Pneumatoraptor
Pneumatoraptor (лат., от др.-греч. πνευμᾰτο- и лат. raptor, «хищник с воздушными полостями») — род тероподовых динозавров из группы паравесов, относящейся к манирапторам. Представлен одним видом — Pneumatoraptor fodori.

## Открытие
Pneumatoraptor жил в позднем меловом периоде (около 85—83 млн лет назад) на территории нынешней Европы. Всего известна одна кость, скапулокоракоид — сросшиеся лопатка и вороновидная кость. Её нашли в местности Veszprém (геологическая свита Csehbánya) в горах Баконь, Венгрия. Описан палеонтологами Ősi, Apesteguía и Kowalewski в 2010 году.

## Описание
Pneumatoraptor отличается от других теропод узкой лопаткой, которая в поперечном сечении почти круглая, а также наличием в кости больших пустот для воздушных мешков. Размер находки указывает на то, что животное достигало в длину приблизительно 0,73 метра, вдвое меньше представителей близкого рода синорнитозавр. Плечевой пояс имеет L-образную форму, что указывает на то, что этот род входит в группу Paraves, которая также включает дромеозаврид, троодонтид и птиц. Хотя Pneumatoraptor ещё слабо изучен, видно, что многие из признаков скапулокоракоида сближают его с дромеозавридами.
К этому роду может относиться и другой представитель клады Paraves, окаменелости которого были найдены в той же геологической свите. Эти останки включают зубы, когти, хвостовые позвонки и часть кости голени.